# Regla de los doce puntos

La Regla de los Doce Puntos  es aceptada por la mayoría de las Grandes Logias masónicas regulares aceptadas como tales por la Gran Logia Unida de Inglaterra en el mundo, como de cumplimiento reglamentario para obtener el reconocimiento como Obediencia regular por las potencias masónicas así denominada. Las Grandes Logias y Grandes Orientes afines a la corriente del Gran Oriente de Francia consideran innecesarios algunos de estos puntos, entendiéndolos como contradictorios con lo que consideran esenciales principios masónicos. Por ello rechazan exigir su cumplimiento para reconocer la regularidad de los cuerpos masónicos.
1. La Francmasonería es una institución filosófica filantrópica y progresista, que se vale como otras secuelas iniciáticas anteriores a ella, de un método iniciático, que tiene como fundamento tradicional la aceptación de la existencia de un principio creador, ser superior o similar concepto, el que se denomina a los fines simbólicos Gran Arquitecto del Universo.
2. La Francmasoneríaregular sustenta su método con la consideración los llamados “Antiguos Deberes” y en los “Landmarks” de la institución iniciática.
3. La Francmasonería es una institución iniciática que requiere a sus miembros, para su ingreso, ser hombres libres y de buenas costumbres; dispuestos a cumplir con las normas institucionales que determinan la igualdad entre miembros.
4. La Francmasonería como método, tiene como uno de sus objetivos principales, la búsqueda del progreso individual y  moral de sus miembros, así como el de la humanidad entera.
5. La Francmasonería impone a todos sus miembros una normativa que requiere la práctica exacta y escrupulosa de los rituales y simbolismos, tendientes a la adquisición de antiguos sistemas de acceso al Conocimiento por diferentes vías a través de un sistema iniciático.
6. La Francmasonería exige de todos sus miembros el respeto a las opiniones y creencias de los demás. Determina evitar en el seno de sus células, toda discusión o controversia política o religiosa sin objetividad. Así se plantea como un ámbito de igualdad, en el que se desarrolla y nutre sin obstáculos la libertad de pensamiento y a través de ello un trato Fraternal entre sus miembros. Pretende un espacio donde reine una comprensión tolerante y una fructífera armonía entre los hombres, que sin ella, hubieran permanecido extraños entre sí.
7. Los Francmasones regulares utilizan sobre un Volumen de la Ley Sagrada, o “libro sagrado de la ley”, que puede ser la Biblia o cualquier otro libro asimilable salvo determinación de los grandes orientes en particular; sobre el que los miembros prestan sus juramentos o promesas.
8. Los Francmasones se reúnen, fuera del mundo profano, en talleres denominados Logias o “templos” ( lugar de observación) donde deben estar siempre presentes como mínimo las llamadas Tres Grandes Luces de la Orden: es decir, el libro Sagrado de la Ley, una escuadra y un compás, para trabajar según el ritual adoptado, con asiduidad, conforme a los principios y reglas prescritas por la Constitución, Estatutos y Reglamentos Generales de la Orden iniciática .
9. Los Francmasones regulares no pueden, en cumplimiento de la ley que los hace iguales, admitir en sus Logias más que a otros masones regulares.
10. Los Francmasones cultivan en sus Logias el amor a la patria, el respeto y consideración a las Leyes y a las Autoridades legítimamente constituidas;  y considerar el trabajo como Deber primordial del ser humano.
11. Los Francmasones contribuyen a la sociedad a través del ejemplo activo de un pretenso sabio, viril y digno comportamiento, al esplendor de la Orden, dentro del respeto a la discreción debida a la institución como parte del método que utiliza, o el secreto respecto a la pertenencia de sus miembros en razón de su seguridad si así fuera preciso.
12. Los Francmasones se deben en principio y mutuamente, ayuda y protección fraternal, aun en caso de peligro de su propia vida. Practican el arte de conservar, en toda circunstancia, la calma y el equilibrio indispensables para intentar adquirir una perfecta maestría de sí mismos.

- Datos: Q6104354